# Томас, Стейси
Стейси Латрис Томас (англ. Stacey Latrice Thomas; род. 29 августа 1978 года, Флинт, Мичиган, США) — американская профессиональная баскетболистка, выступавшая в женской национальной баскетбольной ассоциации. Была выбрана на драфте ВНБА 2000 года во втором раунде под общим 23-м номером командой «Портленд Файр». Играла в амплуа лёгкого форварда.

## Ранние годы
Стейси родилась 29 августа 1978 года в городе Флинт (Мичиган) в семье Чарльза и Норрис Томас, у неё есть старший брат, Скотт, а училась она там же в Юго-Западной академии, в которой выступала за местную баскетбольную команду.